# Wankspitze
Wankspitze är en bergstopp i Österrike.   Den ligger i distriktet Imst och förbundslandet Tyrolen, i den västra delen av landet, 400 km väster om huvudstaden Wien. Toppen på Wankspitze är 2 209 meter över havet, eller 167 meter över den omgivande terrängen. Bredden vid basen är 0,75 km. Wankspitze ingår i Mieminger Gebirge.
Terrängen runt Wankspitze är huvudsakligen bergig, men åt sydost är den kuperad. Närmaste större samhälle är Telfs, 10,3 km öster om Wankspitze. 
I omgivningarna runt Wankspitze växer i huvudsak barrskog. Runt Wankspitze är det ganska glesbefolkat, med 35 invånare per kvadratkilometer.